# Антарктический глупыш
Антаркти́ческий глупы́ш, или ю́жный глупы́ш, или серебри́сто-се́рый буреве́стник (лат. Fulmarus glacialoides), — морская птица рода глупышей (Fulmarus) семейства буревестниковых отряда буревестникообразных (трубконосых), распространённая в Антарктике. Один из двух видов рода Fulmarus. Впервые вид был описан как Procellaria glacialoides шотландским хирургом, натуралистом и зоологом Эндрю Смитом (англ. Andrew Smith, 1797—1872). Вскоре после описания этот вид был помещён в род Fulmarus.
Небольшой буревестник серебристо-серого цвета, гнездящийся циркумполярно-антарктически на антарктических островах и Антарктическом полуострове. Вне периода гнездования широко кочует главным образом в пределах Южного океана, временами проникая в умеренные, а иногда и тропические широты Южного полушария. Питается антарктическим крилем, рыбой и головоногими.

## Характеристика вида

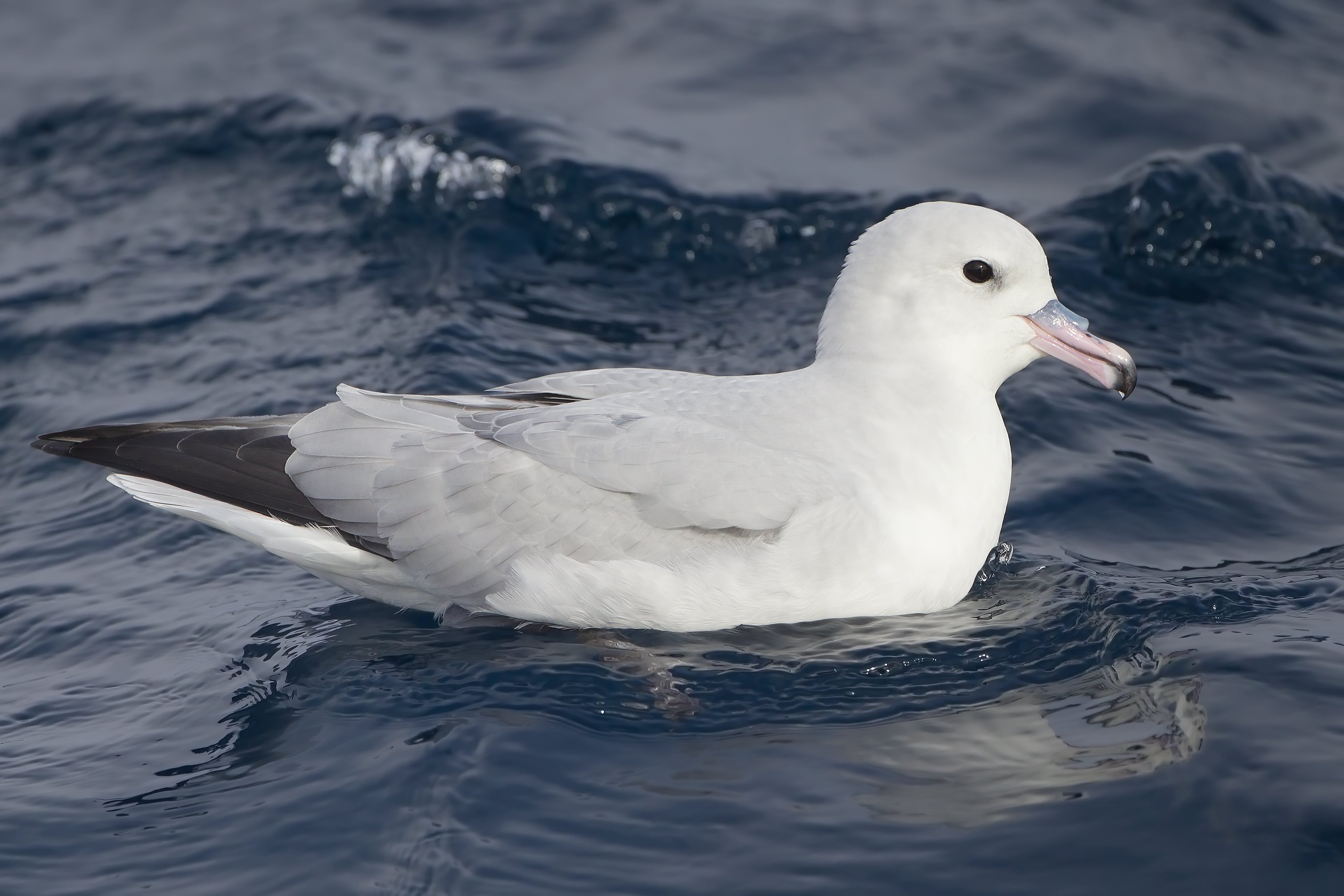
Антарктический глупыш в водах юго-восточной Тасмании

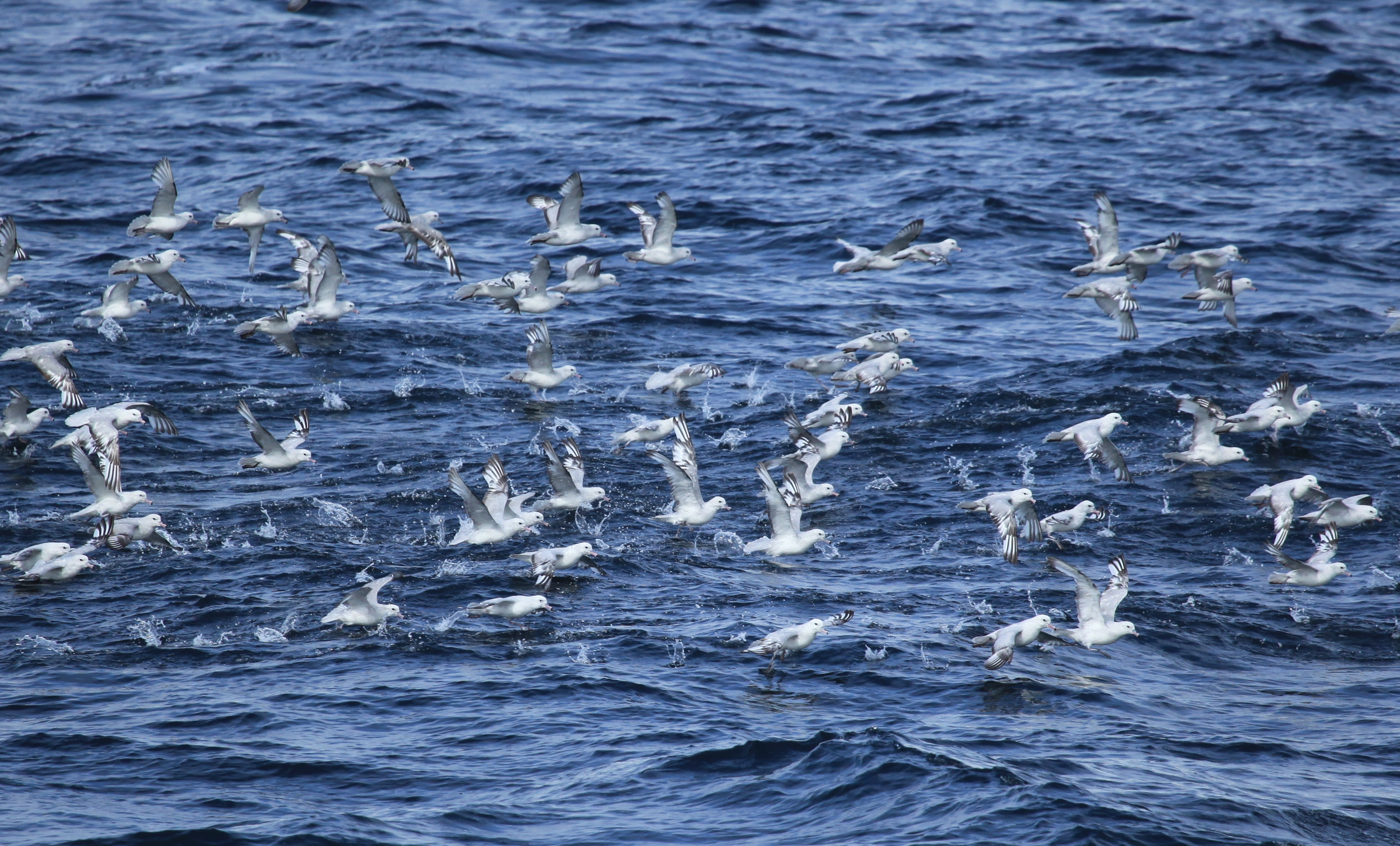
Стая антарктических глупышей в водах пролива Жерлаша

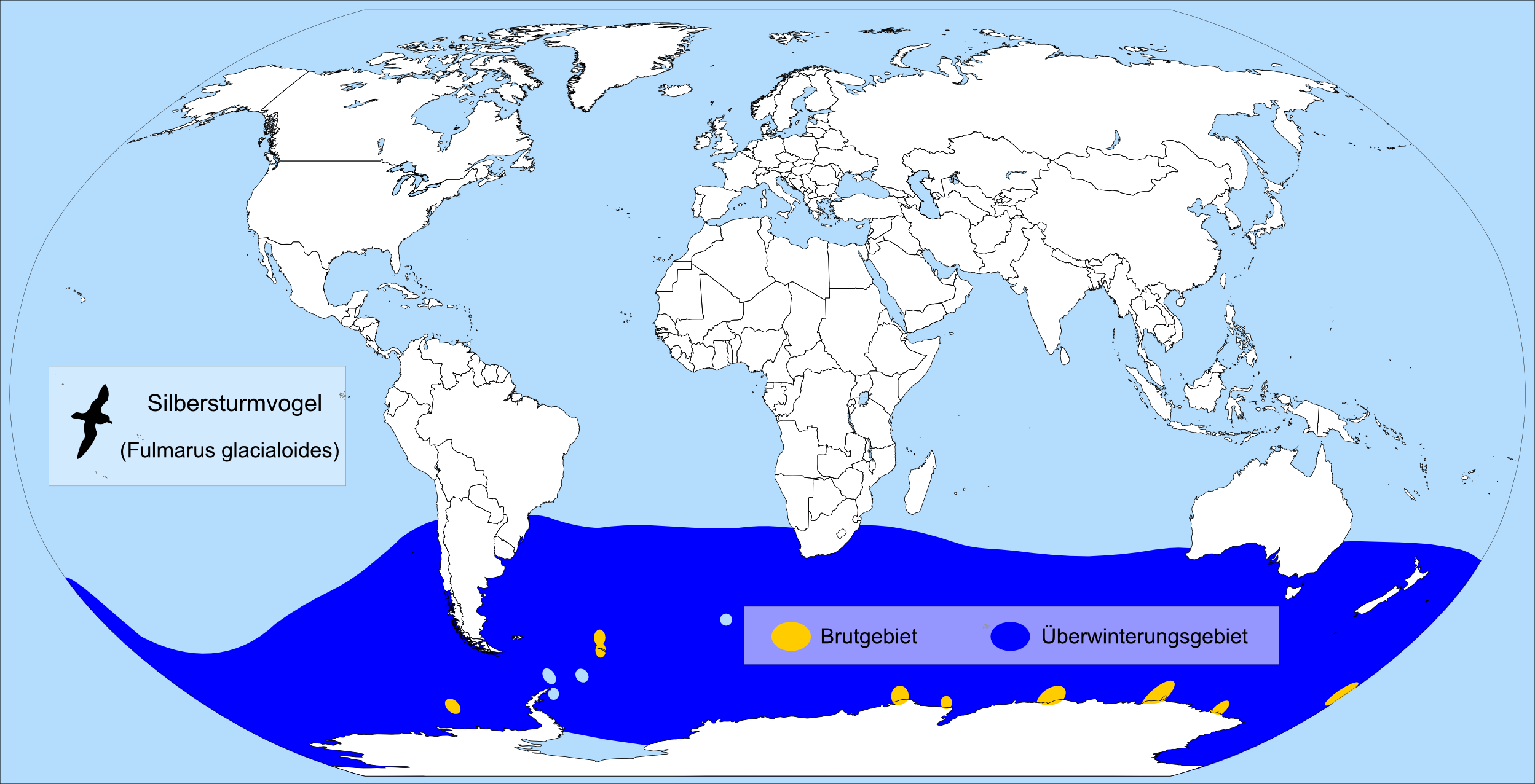
Распространение антарктического глупыша

### Описание
Средних размеров буревестник плотного телосложения. Очень похож на обитающего в Арктике обыкновенного глупыша, отличаясь от него главным образом более длинным и тонким клювом и отсутствием тёмной цветовой морфы. Длина тела достигает 46—50 см, размах крыльев 114—120 см, вес 644—800 г. Размер клюва 41—48 мм, длина плюсны 50—58 мм, длина хвоста 115—139 мм. Окраска светло-серебристо-серая сверху и белая снизу, включая нижнюю поверхность крыльев. Половой диморфизм в размерах не выражен. На верхней поверхности крыла имеется чёткий чёрный с белым рисунок. Перед глазом по обеим сторонам головы имеется по светло-серому пятну. Цвет клюва варьирует от розового до синевато-серого с тёмным кончиком; носовая трубка синевато-серая. Лапы розовато-синие с тёмными когтями.
Пуховой птенец имеет два пуховых наряда, в основном белой окраски с тёмным налётом.

### Полёт и передвижения
Полёт представляет собой чередование скользящего планирования и кратковременных периодов частых и неглубоких взмахов крыльев. В тихую или безветренную погоду летает низко над поверхностью воды или садится на её поверхность. Хорошо плавает, может неглубоко нырять. При перемещении по суше или твёрдой поверхности двигается неуклюже, часто опираясь на цевку.

### Отличия от близких видов в природе
Может быть спутан в природных условиях только с двумя видами трубконосых — серым тайфунником (Procellaria cinerea) и белоголовым тайфунником (Pterodroma lessonii). От первого вида отличается меньшими размерами, светло-серой (не буровато-серой) спиной, белыми (не тёмными) боками головы и белыми (не буровато-серыми) подкрыльями. Второй вид отличается от антарктического глупыша проходящей через глаз широкой тёмной полосой, а также черновато-бурой верхней поверхностью крыльев, которые намного темнее спины, и бурыми (не белыми) подкрыльями.

## Распространение
Гнездится циркумполярно-антарктически на Антарктическом полуострове и антарктических островах Южная Георгия, Южные Сандвичевы, Южные Оркнейские, Южные Шетландские, Буве, Баллени, Петра I и некоторых других прибрежных островах и локальностях побережья Антарктиды.
Обитает в районах морских акваторий Южного полушария от зоны паковых льдов на юге до тропических широт на севере в зонах холодных прибрежных течений. Летом населяет в основном холодные воды вокруг пакового льда и пояс айсбергов с протяжённостью на север до 60° ю. ш..

## Численность
На Южных Сандвичевых островах гнездится около одного миллиона пар, на Южных Оркнейских островах — около 100 тыс. пар, на Южных Шетландских островах — около 71 тыс. пар, на Антарктическом полуострове — 100—1000 пар, на прибрежных островах Восточной Антарктики — многие тысячи пар, на островах Баллени и Петра I численность очень низкая — отмечено всего несколько пар.

## Образ жизни

### Питание

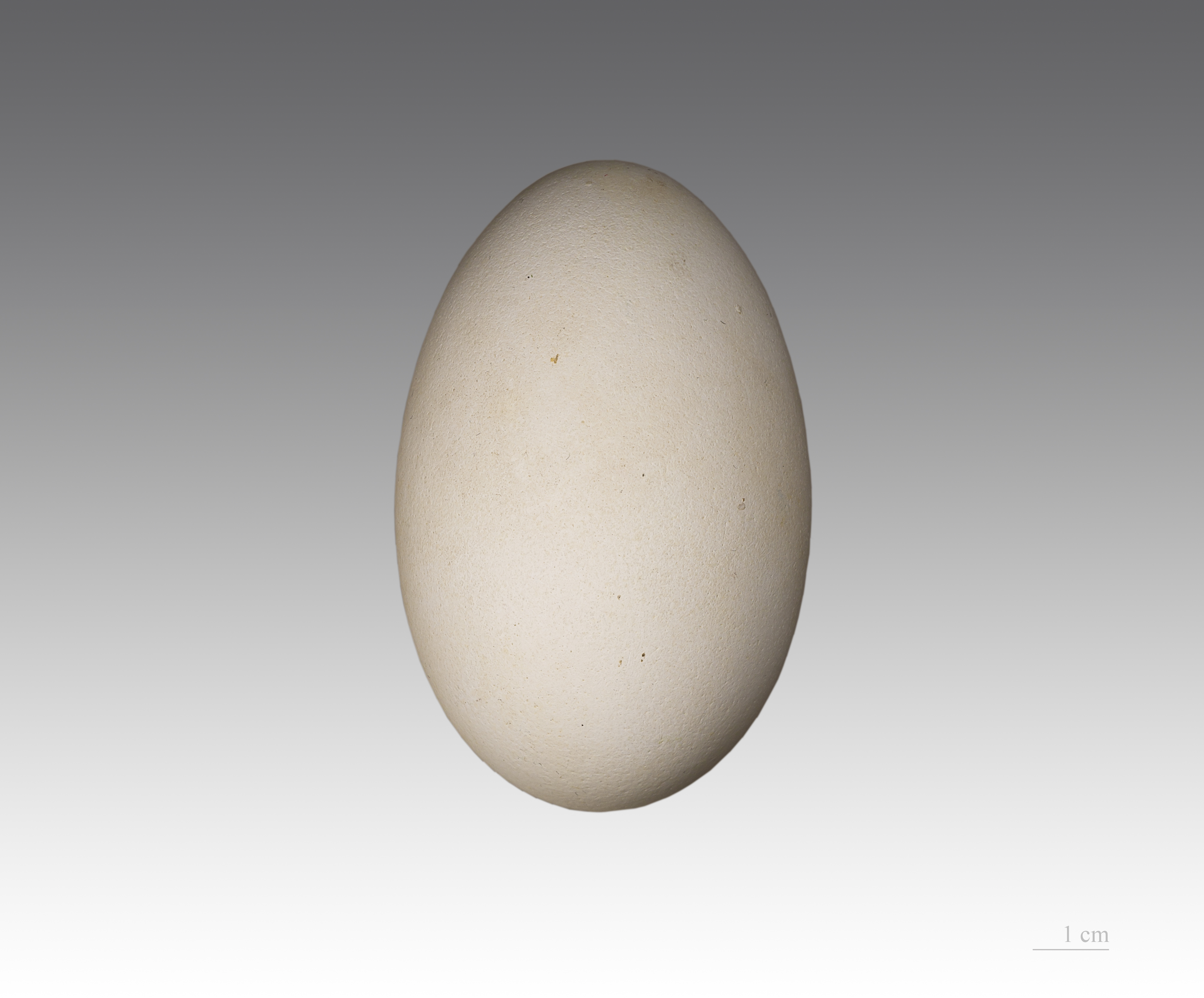
Яйцо антарктического глупыша

Питается в основном ракообразными, главным образом антарктическим крилем (Euphausia superba). Среди прочих морских птиц антарктический глупыш является индикатором наличия скоплений антарктического криля. В питании также присутствуют мелкие рыбы, прежде всего пелагическая антарктическая серебрянка (Pleuragramma antarcticum), кальмары родов Psychroteuthis, Gonatus и Galiteuthis, падаль и пищевые отбросы. Питается в любое время суток, как днём, так и ночью. Иногда отмечается вблизи рыбопромысловых судов, где кормится отходами рыборазделки, попадающими за борт.

### Размножение
Гнездится в колониях изолированными группами до нескольких сотен пар, изредка гнездится отдельными парами, иногда среди других буревестников на защищённых скальных выступах или в нишах. Спаривание происходит с конца октября — середины ноября до середины декабря. Откладывание яиц у большинства пар происходит примерно через 50 суток после прилёта к местам гнездования в октябре. В кладке одно яйцо, которое насиживают оба партнёра, сменяя друг друга через 3—9 суток. Длительность инкубации составляет около 45—46 суток. Примерно на 20—25-е сутки после вылупления у птенца завершается процесс формирования собственной терморегуляции и родители перестают его обогревать. В целом репродуктивный период у этого вида длится около 150—160 дней.

## Подвидовая систематика
Монотипический вид, не образующий подвидов.